# Trasfröken
Augusta Dorothea Eklund, född 2 september 1826, död 31 december 1895 i Stockholm, känd under sitt öknamn Trasfröken, var en svensk månglare, som i slutet av 1800-talet var välkänd som ett av Stockholms original.
Eklund var dotter till en skomakare och en snörlivssömmerska. Hon lärde sig moderns yrke, och försörjde, sedan föräldrarna hade dött, sina yngre systrar Ida och Karolina på snörmakeri från sin bostad på Badstugatan 35. Vid ett tillfälle reste alla tre systrar på studieresa till Paris, men återvände sedan de inte kunnat försörja sig där. Efter att hennes ena syster avlidit och hennes andra syster tagit en underordnad tjänst på teatern, drabbades Eklund av en depression och ekonomiska problem, som slutligen ledde till att hon hamnade på gatan. Hon bodde sedan i kojor runt staden, ofta sådana hon uppfört själv vid Kaknäs, och försörjde sig genom att sälja knappnålsbrev till överpris.
Eklund tilldrog sig uppmärksamhet på grund av sin klädsel och excentriska uppträdande. Gurli Linder beskrev henne under 1870-talet som klädd i svart- och vitrutig slängkappa, krinolin (som då var omodernt), stor halmhatt och sotig i ansiktet. Selma Lagerlöf såg henne vintern 1873 klädd i en elegant, vit men smutsig, tunn sommarklänning, som påminde om en brudklänning. Andra gånger var hon klädd i trasor. En annan sak som väckte uppseende var att hon bar omkring på sitt bohag, det vill säga sina grytor och kastruller, eftersom hon inte fick ha dem ifred i de kojor där hon övernattade. Enligt folkloren ska hon ha blivit galen sedan hon blivit förförd och sviken av en man av högre samhällsklass, sonen i det hus där hon en tid arbetat som sällskapsdam. Vid vissa tillfällen ska hon själv ha uppmuntrat dessa rykten genom att ropa ut denna historia. Hon fick ofta sina knappnålar sålda, enligt uppift för att hon kunde fatta humör då någon stängde dörren utan att köpa. Hon ska ofta ha utsatts för förföljelse och trakasserier av barn. 
Hon avled nyårsafton 1895, vid 69 års ålder, sedan hon i oktober 1894 blivit funnen sjuk i en koja på Lidingölandet och placerats på "Grubbens", S:t Eriks fattighus. Hennes kvarlevor överlämnades sedan till Karolinska institutet.